# Vila Nova do Sul
Vila Nova do Sul este un oraș și o municipalitate din statul un oraș în Rio Grande do Sul (RS), Brazilia.